# 22948 Maidanak
22948 Maidanak è un asteroide della fascia principale. Scoperto nel 1999, presenta un'orbita caratterizzata da un semiasse maggiore pari a 2,6397076 UA e da un'eccentricità di 0,1253446, inclinata di 14,51707° rispetto all'eclittica.